# Сиваков, Михаил Сергеевич
Михаи́л Серге́евич Сивако́в (бел. Міхаі́л Сярге́евіч Сівако́ў; род. 16 января 1988[…], Минск) — белорусский футболист, защитник. Мастер спорта Республики Беларусь международного класса.

## Карьера

### Клубная
Воспитанник футбольной школы «Смена» (Минск). Первый тренер — Леонид Иванович Данейко. Профессиональную карьеру начал в БАТЭ в 2003 году, выступал за дубль. Будучи игроком юношеской сборной Беларуси не раз приглашался на просмотр в Германию (игроком интересовались мёнхенгладбахская и дортмундская «Боруссии»). В сезоне 2005 года дебютировал в чемпионате Беларуси, а по ходу сезона 2007 года вошёл в основной состав команды. Участник Лиги чемпионов 2008/09 в составе БАТЭ.
30 января 2009 года подписал контракт с «Кальяри» сроком на 3,5 года. Дебют за сардинский клуб в итальянской Серии A состоялся 8 ноября 2009 года в домашнем матче против «Сампдории», где Михаил вышел на замену незадолго до конца встречи. Первую половину 2010 года провёл в аренде в «Пьяченце», выступавшей в Серии B, а в июле вновь вернулся в состав «Кальяри». В начале 2011 года по собственному желанию ушёл в аренду в краковскую «Вислу» (на 5 месяцев без права выкупа), за которую забил гол ударом с 52-х метров.
29 августа 2011 года подписал контракт с клубом «Зюлте-Варегем» на 4 года после того, как «Кальяри» выставил футболиста на трансфер. 13 августа 2012 года арендован клубом БАТЭ, за который уже выступал. Участник Лиги чемпионов 2012/13.
30 января 2013 года борисовский клуб выкупил трансферные права на Сивакова, был подписан новый контракт на 3 года. 18 марта 2014 года контракт был расторгнут по обоюдному согласию. На следующий день на правах свободного агента подписал годичный контракт с клубом «Гомель». В конце июня 2014 года подписал двухлетний контракт с одесским «Черноморцем». В январе 2015 года перешёл в азербайджанскую «Габалу». В июне 2015 года стал игроком луганской «Зари». Стал основным центральным защитником, играл в групповом этапе Лиги Европы.
19 января 2017 года стало известно о подписании контракта с «Оренбургом». В июне покинул команду после её поражения в стыковых матчах за право остаться в РПЛ от хабаровского СКА. Вскоре после ухода из «Оренбурга» подписал двухлетний контракт с пермским «Амкаром». По окончании сезона 2017/18 клуб прекратил существование, и Сиваков стал свободным агентом. Некоторое время тренировался с БАТЭ, однако в июле вновь пополнил состав «Оренбурга», где стал играть преимущественно в стартовом составе.
В июне 2020 года стало известно, что «Оренбург» подписал новый трёхлетний  контракт с защитником.
1 мая 2023 года подписал новый годовой контракт с клубом..
27 августа 2024 года перешёл в медиафутбольную команду «СКА-Ростов».
Вскоре поступил на тренерское обучение в академию Российского футбольного союза: попал во второй набор по программе «А-УЕФА + В-УЕФА для профессиональных игроков». К обучению доспускались футболисты, завершившие карьеры и проведшие не менее 300 матчей на высшем уровне и/или не менее 20 официальных игр за национальную сборную. Сиваков прошел по обоим критериям. 

### В сборной
Участник двух чемпионатов Европы по футболу среди молодёжных команд: 2009 в Швеции, 2011 в Дании (бронзовый призёр). Выступал за олимпийскую сборную Беларуси в товарищеских матчах. По итогам молодёжного чемпионата Европы 2011 включён УЕФА в символическую сборную турнира, став единственным белорусским футболистом, попавшим в состав состоящий из 23 футболистов.
В национальной сборной Беларуси дебютировал 2 июня 2010 года в товарищеском матче против Швеции в Минске (0:1).

## Достижения
БАТЭ
- Чемпион Беларуси (4): 2007, 2008, 2012, 2013
- Обладатель Кубка Беларуси: 2005/06
- Обладатель Суперкубка Беларуси: 2013

«Висла» (Краков)
- Чемпион Польши: 2010/11

«Габала»
- Бронзовый призёр чемпионата Азербайджана: 2014/15

«Оренбург»
- Серебряный призёр ФНЛ: 2020/21
- Бронзовый призёр ФНЛ: 2021/22

Молодёжная сборная Беларуси
- Бронзовый призёр молодёжного чемпионата Европы: 2011

## Статистика

### Клубная
| Выступление         | Выступление      | Выступление      | Лига | Лига | Кубки | Кубки | Еврокубки | Еврокубки | Прочие | Прочие | Итого | Итого |
| Клуб                | Лига             | Сезон            | Игры | Голы | Игры  | Голы  | Игры      | Голы      | Игры   | Голы   | Игры  | Голы  |
| ------------------- | ---------------- | ---------------- | ---- | ---- | ----- | ----- | --------- | --------- | ------ | ------ | ----- | ----- |
| БАТЭ                | БВЛ              | 2005             | 2    | 0    | 2     | 0     | —         | —         | —      | —      | 4     | 0     |
| БАТЭ                | БВЛ              | 2006             | 1    | 0    | 0     | 0     | 1         | 0         | —      | —      | 2     | 0     |
| БАТЭ                | БВЛ              | 2007             | 10   | 1    | 6     | 0     | 4         | 0         | —      | —      | 20    | 1     |
| БАТЭ                | БВЛ              | 2008             | 23   | 3    | 1     | 0     | 11        | 0         | —      | —      | 35    | 3     |
| БАТЭ                | Итого            | Итого            | 36   | 4    | 9     | 0     | 16        | 0         | —      | —      | 61    | 4     |
| Кальяри             | Серия А          | 2009/10          | 1    | 0    | —     | —     | —         | —         | —      | —      | 1     | 0     |
| Кальяри             | Серия А          | 2010/11          | 2    | 0    | 1     | 0     | —         | —         | —      | —      | 3     | 0     |
| Кальяри             | Итого            | Итого            | 3    | 0    | 1     | 0     | —         | —         | —      | —      | 4     | 0     |
| → Пьяченца          | Серия B          | 2009/10          | 15   | 2    | —     | —     | —         | —         | —      | —      | 15    | 2     |
| → Пьяченца          | Итого            | Итого            | 15   | 2    | —     | —     | —         | —         | —      | —      | 15    | 2     |
| → Висла (Краков)    | Экстракласса     | 2010/11          | 14   | 1    | 2     | 0     | —         | —         | —      | —      | 16    | 1     |
| → Висла (Краков)    | Итого            | Итого            | 14   | 1    | 2     | 0     | —         | —         | —      | —      | 16    | 1     |
| Зюлте-Варегем       | Про-лига         | 2011/12          | 13   | 0    | 2     | 1     | —         | —         | 1      | 0      | 16    | 1     |
| Зюлте-Варегем       | Итого            | Итого            | 13   | 0    | 2     | 1     | —         | —         | 1      | 0      | 16    | 1     |
| БАТЭ                | БВЛ              | → 2012           | 7    | 0    | 3     | 1     | 7         | 0         | —      | —      | 17    | 1     |
| БАТЭ                | БВЛ              | 2013             | 19   | 0    | —     | —     | 1         | 0         | —      | —      | 20    | 0     |
| БАТЭ                | Итого            | Итого            | 26   | 0    | 3     | 1     | 8         | 0         | —      | —      | 37    | 1     |
| Гомель              | БВЛ              | 2014             | 14   | 2    | 1     | 0     | —         | —         | —      | —      | 15    | 2     |
| Гомель              | Итого            | Итого            | 14   | 2    | 1     | 0     | —         | —         | —      | —      | 15    | 2     |
| Черноморец (Одесса) | УПЛ              | 2014/15          | 10   | 1    | 3     | 0     | 2         | 0         | —      | —      | 15    | 1     |
| Черноморец (Одесса) | Итого            | Итого            | 10   | 1    | 3     | 0     | 2         | 0         | —      | —      | 15    | 1     |
| Габала              | Премьер-лига     | 2014/15          | 12   | 0    | —     | —     | —         | —         | —      | —      | 12    | 0     |
| Габала              | Итого            | Итого            | 12   | 0    | —     | —     | —         | —         | —      | —      | 12    | 0     |
| Заря                | УПЛ              | 2015/16          | 22   | 1    | 6     | 0     | 4         | 0         | —      | —      | 32    | 1     |
| Заря                | УПЛ              | 2016/17          | 14   | 0    | 1     | 1     | 5         | 0         | —      | —      | 20    | 1     |
| Заря                | Итого            | Итого            | 36   | 1    | 7     | 1     | 9         | 0         | —      | —      | 52    | 2     |
| Оренбург            | РПЛ              | 2016/17          | 12   | 0    | —     | —     | —         | —         | 2      | 0      | 14    | 0     |
| Оренбург            | Итого            | Итого            | 12   | 0    | —     | —     | —         | —         | 2      | 0      | 14    | 0     |
| Амкар               | РПЛ              | 2017/18          | 25   | 1    | 3     | 1     | —         | —         | 2      | 0      | 30    | 2     |
| Амкар               | Итого            | Итого            | 25   | 1    | 3     | 1     | —         | —         | 2      | 0      | 30    | 2     |
| Оренбург            | РПЛ              | 2018/19          | 22   | 1    | 2     | 0     | —         | —         | —      | —      | 24    | 1     |
| Оренбург            | РПЛ              | 2019/20          | 19   | 0    | 2     | 0     | —         | —         | —      | —      | 21    | 0     |
| Оренбург            | ФНЛ              | 2020/21          | 37   | 2    | 1     | 0     | —         | —         | —      | —      | 38    | 2     |
| Оренбург            | ФНЛ              | 2021/22          | 27   | 2    | 0     | 0     | —         | —         | 1      | 0      | 28    | 2     |
| Оренбург            | РПЛ              | 2022/23          | 24   | 0    | 2     | 1     | —         | —         | —      | —      | 26    | 1     |
| Оренбург            | РПЛ              | 2023/24          | 4    | 0    | 2     | 0     | —         | —         | —      | —      | 6     | 0     |
| Оренбург            | Итого            | Итого            | 133  | 5    | 9     | 1     | —         | —         | 1      | 0      | 143   | 6     |
| Всего за карьеру    | Всего за карьеру | Всего за карьеру | 349  | 17   | 40    | 5     | 35        | 0         | 6      | 0      | 430   | 22    |

1. ↑  Включая Суперкубок Беларуси
2. ↑  Стыковые матчи за право участия в Лиге Европы и в РПЛ

Комментарии

### В сборной
| №  | Дата                 | Соперник          | Счёт | Соревнование             |
| 1  | 2 июня 2010 года     | Швеция            | 0:1  | Товарищеский матч        |
| 2  | 18 мая 2014 года     | Иран              | 0:0  | Товарищеский матч        |
| 3  | 21 мая 2014 года     | Лихтенштейн       | 5:1  | Товарищеский матч        |
| 4  | 5 сентября 2015 года | Украина           | 1:3  | Отборочные матчи ЧЕ-2016 |
| 5  | 8 сентября 2015 года | Люксембург        | 2:0  | Отборочные матчи ЧЕ-2016 |
| 6  | 9 октября 2015 года  | Словакия          | 1:0  | Отборочные матчи ЧЕ-2016 |
| 7  | 12 октября 2015 года | Македония         | 0:0  | Отборочные матчи ЧЕ-2016 |
| 8  | 25 марта 2016 года   | Армения           | 0:0  | Товарищеский матч        |
| 9  | 27 мая 2016 года     | Северная Ирландия | 0:3  | Товарищеский матч        |
| 10 | 31 мая 2016 года     | Ирландия          | 2:1  | Товарищеский матч        |
| 11 | 31 августа 2016 года | Норвегия          | 1:0  | Товарищеский матч        |
| 12 | 6 сентября 2016 года | Франция           | 0:0  | Отборочные матчи ЧМ-2018 |
| 13 | 7 октября 2016 года  | Нидерланды        | 1:4  | Отборочные матчи ЧМ-2018 |
| 14 | 28 марта 2017 года   | Македония         | 0:3  | Товарищеский матч        |
| 15 | 1 июня 2017 года     | Швейцария         | 0:1  | Товарищеский матч        |
| 16 | 9 июня 2017 года     | Болгария          | 2:1  | Отборочные матчи ЧМ-2018 |
| 17 | 31 августа 2017 года | Люксембург        | 0:1  | Отборочные матчи ЧМ-2018 |
| 18 | 3 сентября 2017 года | Швеция            | 0:4  | Отборочные матчи ЧМ-2018 |
| 19 | 27 марта 2018 года   | Словения          | 2:0  | Товарищеский матч        |
| 20 | 6 июня 2018 года     | Венгрия           | 1:1  | Товарищеский матч        |
| 21 | 12 октября 2018 года | Люксембург        | 1:0  | Лига наций УЕФА 2018/19  |
| 22 | 15 октября 2018 года | Молдова           | 0:0  | Лига наций УЕФА 2018/19  |
| 23 | 15 ноября 2018 года  | Люксембург        | 2:0  | Лига наций УЕФА 2018/19  |
| 24 | 21 марта 2019 года   | Нидерланды        | 0:4  | Отборочные матчи ЧЕ-2020 |
| 25 | 24 марта 2019 года   | Северная Ирландия | 1:2  | Отборочные матчи ЧЕ-2020 |

 Итого по официальным матчам: 25 матчей; 9 побед, 6 ничьих, 10 поражений. 